# Lista över norska filmer från före 1920
Detta är en lista över norska filmer från perioden före 1920.

## 1900-talet
- Fiskerlivets farer (1907)

## 1910-talet
- Fattigdommens forbandelse (1911)
- Bondefangeri i Vaterland (1911)
- Dæmonen (1911)
- Under forvandlingens lov (1911)
- Alt for Norge (1912)
- Hemmeligheden (1912)
- Anny – en gatepiges roman (1912)
- En moders kaerlighed (1912)
- Roald Amundsens sydpolsferd (1912)
- Roald Amundsen på Sydpolen (1913)
- Overfaldet på poståpnerens datter (1913)
- Paria (1916)
- Unge hjerter (1917)
- En vinternat (1917)
- De forældreløse (1917)
- Fanden i nøtten (1917)
- Lodsens datter (1918)
- Revolutionens datter (1918)
- Vor tids helte (1918)
- Æresgjesten (1919)
- Historien om en gut (1919)